# جرندة
جَرَنْدَةُ أو جِيرُونَةُ (بالكاتالانية رسميًا: Girona جيرونا، بالإسبانية: Gerona خيرونا) هي مدينة تقع في شمال شرق إسبانيا، هي عاصمة مقاطعة جرندة التابعة لمنطقة كتالونيا.

## الديموغرافيا
بلغ عدد سكان مدينة جرندة 96.722 نسمة عام 2011 (وفقاً للمعهد الوطني الإسباني للإحصاء).
| 70.576 | 72.682 | 77.475 | 86.672 | 92.186 | 96.188 | 96.722 |

## توأمة
لجرندة اتفاقيات توأمة مع كل من:
- ألبي
- ريدجو إميليا
- ويكفيلد
- بلوفيلدز، نيكاراغوا
- الفرسية [الإنجليزية]‏
- نويفا جيرونا
- ويكفيلد [الإنجليزية]‏

## أعلام
- مارتن الأول ملك أراغون
- باو لوبيز
- ويلفريد المشعر
- فرانسيسك إيكسيمينيس
- موشه بن نحمان